# Kamilla Larsen
Kamilla Birkedal Larsen, geborene Kristensen (* 2. September 1983 in Birkerød, Dänemark) ist eine ehemalige dänische Handballspielerin.

## Karriere
Larsen begann mit acht Jahren das Handballspielen bei Bjergsted HK. Im Jugendbereich wechselte die Kreisspielerin zu Slagelse, mit deren Damenmannschaft sie später in der höchsten dänischen Spielklasse auflief. Mit Slagelse gewann sie 2003, 2005 und 2007 die Meisterschaft sowie 2007 die EHF Champions League. Ab der Saison 2007/08 lief sie für GOG auf. 2010 fusionierte GOG mit Odense Håndbold zu Odense GOG, aus dem später der HC Odense wurde. Ab 2012 pausierte sie schwangerschaftsbedingt. Im April 2013 bestritt sie vier Monate nach der Geburt ihres Kindes wieder ein Ligaspiel für HC Odense. Von Mai 2014 bis Januar 2015 befand sie sich wiederum in einer Schwangerschaftspause. Nach der Saison 2021/22 beendete sie ihre Karriere.
Larsen bestritt 99 Länderspiele für die dänische Nationalmannschaft, in denen sie 157 Treffer erzielen konnte. Mit Dänemark nahm sie an der Europameisterschaft 2010 teil. Im kleinen Finale der EM verlor Dänemark gegen Rumänien.

### Erfolge
- dänischer Meister 2003, 2005, 2007, 2021, 2022
- dänischer Pokalsieger 2020
- EHF Champions League 2007

## Privates
Kamilla Larsen ist mit dem ehemaligen grönländischen Handballspieler Jakob Larsen liiert. Das Paar hat zwei gemeinsame Söhne.